# Tina Arena
Tina Arena, född Filippina Lydia Arena den 1 november 1967 i Moonee Ponds, Melbourne, är en australisk popsångerska, singer-songwriter och skådespelare.

## Diskografi
- 1990 – Strong as Steel
- 1994 – Don't Ask
- 1997 – In Deep
- 2000 – Souvenirs
- 2001 – Just Me
- 2003 – Vous êtes toujours là
- 2004 – Greatest Hits 1994–2004
- 2005 – Greatest Hits Live
- 2005 – Un autre univers
- 2007 – Songs of Love & Loss
- 2008 – 7 vies
- 2008 – Songs of Love & Loss 2
- 2009 – The Best & le meilleur